# David Meyer (Eishockeyspieler)
David Meyer war ein belgischer Eishockeyspieler. 

## Karriere
David Meyer nahm für die belgische Nationalmannschaft an den Olympischen Winterspielen 1928 in St. Moritz teil. Mit seinem Team belegte er den achten von elf Rängen. Er selbst kam im Turnierverlauf zu drei Einsätzen und erzielte bei der 3:7-Niederlage gegen Großbritannien ein Tor. Auf Vereinsebene spielte er für Le Puck Antwerpen.